# Cleistothelebolus nipigonensis
Cleistothelebolus nipigonensis — вид грибів, що належить до монотипового роду Cleistothelebolus.